# Somos los hijos del Rock

Somos los hijos del Rock es el vigésimo cuarto álbum de estudio de la boy band puertorriqueña Menudo, lanzado en 1987 por la discográfica Melody. La formación del grupo incluía a los integrantes Ricky Martin, Raymond Acevedo, Sergio Blass, Ralphy Rodríguez y Rubén Gómez. Ralphy reemplazó a Charlie Massó y Rubén reemplazó a Robby Rosa.  
El álbum fue producido con la intención de renovar a Menudo tanto visual como musicalmente y generó el exitoso sencillo "Y Te Veré - A Las Tres", que apareció en la lista musical de la revista Billboard en la categoría Hot Latin Songs. Este disco los proyectó nuevamente a la cima del éxito interpretando temas de grandes exponentes del género como Miguel Mateos (los temas Con Mi Sombra en la Pared, Ámame Ahora, No Mañana Llámame y Cuando Seas Grande) y La Torre (el tema Dame Mas, Estamos En Acción, Nena).
En 1987, se lanzó en las Filipinas un álbum titulado In Action, que contenía versiones en inglés y tagalo de varias canciones de Menudo, incluidas tres de Somos Los Hijos Del Rock: "Estamos En Acción" ("Action"), "Mi Sombra En La Pared - Bailo Con Mi Sombra" ("My Shadow On The Wall") y "Dame Más" ("Gimme More"). Ese mismo año, se lanzó un álbum para el público estadounidense titulado Sons of rock, que incluía canciones inéditas a pesar de tener un título similar al álbum en español.

## Nuevos integrantes
En 1986, la empresa Padosa América, encargada de la carrera del quinteto, anunció un nuevo integrante: Ralphy Rodríguez, un neoyorquino bilingüe, seleccionado entre cientos de candidatos mediante una serie de pruebas para reemplazar a Charlie Rivera a partir de enero de 1987.
En 1987, se anunció a Rubén Gómez como nuevo integrante, quien en ese momento tenía 12 años y reemplazaría a Charlie Massó, que ya había cumplido cinco años como miembro de Menudo, el límite de tiempo para permanecer en el grupo.

## Producción
El grupo enfrentaba un declive en las ventas de sus discos, lo que llevó a los artistas a cambiar de discográfica. Para atraer un nuevo público, los productores decidieron renovar completamente la imagen y el estilo musical de Menudo. En esta nueva etapa, las canciones pop bailables y los colores vivos dieron paso a un estilo más rockero tanto en la música como en el vestuario.
El álbum incluye cuatro versiones de canciones del grupo de rock Miguel Mateos - Zas, extraídas de su álbum Solos En América de 1986. Según el productor de Zas, Oscar López: “Las conversaciones ya venían ocurriendo desde hace años con el equipo de Menudo para grabar canciones de Miguel. Más allá de cualquier prejuicio, me pareció una gran promoción que un grupo adolescente tan exitoso grabara temas de Zas, considerando la proyección internacional que buscábamos para la banda”.

## Sencillos
Como sencillos se eligieron las canciones "Mi Sombra En La Pared (Bailo Con Mi Sombra)", "Dame Más", y "Estamos En Acción". El sencillo "Y Te Veré - A Las Tres" alcanzó el puesto número 45 en la lista musical Billboard Hot Latin Songs, permaneciendo cinco semanas consecutivas en la tabla.

## Desempeño comercial
Según una publicación de la revista Billboard, aunque las ventas del grupo disminuían con el tiempo, distribuidores en Puerto Rico informaron que los pedidos por el álbum Somos Los Hijos del Rock estaban aumentando tan rápidamente como en los inicios del quinteto.

## Lista de canciones
| N.º | Título                                        | Lead vocalist    | Duración |  |
| 1.  | «Mi Sombra En La Pared - Bailo Con Mi Sombra» | Sergio Blass     | 4:43     |  |
| 2.  | «Ámame Ahora, No Mañana»                      | Ricky Martin     | 3:28     |  |
| 3.  | «Cuando Seas Grande»                          | Ralphy Rodríguez | 4:31     |  |
| 4.  | «Agua Y Viento»                               | Raymond Acevedo  | 4:02     |  |
| 5.  | «Nena»                                        | Rubén Gómez      | 2:47     |  |
| 6.  | «Estamos En Acción»                           | Rubén Gómez      | 3:28     |  |
| 7.  | «Y Te Veré - A Las Tres»                      | Ralphy Rodríguez | 4:49     |  |
| 8.  | «Llámame»                                     | Sergio Blass     | 3:19     |  |
| 9.  | «Flor De Coral»                               | Raymond Acevedo  | 4:27     |  |
| 10. | «Dame Más»                                    | Ricky Martin     | 3:49     |  |